# Leonardo Antonelli
Pour les articles homonymes, voir Antonelli.
Leonardo Antonelli (né le 6 novembre 1730 à Senigallia, dans l'actuelle province d'Ancône, dans les Marches, alors dans les États pontificaux et mort le 23 janvier 1811 dans la même ville) est un cardinal italien de la fin du XVIIIe siècle et du début du XIXe siècle.

## Biographie
Leonardo Antonelli est secrétaire du Collège des cardinaux et assesseur de la Sacrée congrégation de l'Inquisition romaine et universelle.
Le pape Pie VI le crée cardinal lors du consistoire du 24 avril 1775.  Il est nommé préfet de la Sacrée congrégation pour la propagation de la foi en 1780. En 1784 et 1785, il est camerlingue du Sacré Collège. En 1795, il est nommé préfet du tribunal suprême de la Signature apostolique jusqu'à sa mort. En 1795, il est préfet de la Congrégation de l'Index puis en 1800, il devient secrétaire de la Sacrée congrégation de l'Inquisition romaine et universelle jusqu'à sa mort. De 1801 à 1810, il est Grand pénitencier.
En 1807, il est nommé cardinal-évêque d'Ostie et devient ainsi doyen du Collège des cardinaux primus inter pares. Le cardinal Antonelli est exilé de Rome en 1809 par les autorités françaises et s'enfuit vers Spolète et puis vers Senigallia, sa ville natale, où il meurt le 23 janvier 1811, à l'âge de 80 ans.

## Succession apostolique
Leonardo Antonelli a ordonné les évêques suivants :
- Évêque Athanasius Saraff (1795)
- Évêque Nicola Martini (1798)
- Évêque Vincenzo Maria Parruco Tries, O.P. (1798)
- Évêque Serafino Vitale, O.S.B. (1798)
- Évêque Vincenzo Maria Strambi, C.P. (1801)
- Cardinal Giuseppe Morozzo Della Rocca (1802)
- Archevêque Antoine Etienne Aconcius Kover, C.A.M. (1804)
- Évêque Alfonso Cingari (1806)
- Évêque Fortunato Maria Pinchetti (1806)
- Évêque Andrea Mastai Ferretti (1806)